# John Cornforth
Sir John Warcup »Kappa« Cornforth [džón vórkap kêpa kórnforθ], AC, CBE, FRS, avstralski kemik, * 7. september 1917, Sydney, Avstralija, † 14. december 2013.
Leta 1975 je prejel Nobelovo nagrado za kemijo zaradi dela na področju stereokemije encimsko-kataliznih reakcij; nagrado je delil z Vladimirjem Prelogom.
Bil je član Kraljeve družbe in Ameriške akademije znanosti in umetnosti.
1. 1 2  Encyclopædia Britannica
2. 1 2  SNAC — 2010.
3. ↑  Корнфорт Джон Уоркап // Большая советская энциклопедия: [в 30 т.] — 3-е изд. — Moskva: Советская энциклопедия, 1969.